# Бог је умро узалуд
Бог је умро узалуд је југословенски филм из 1969. године. Режирао га је Радивоје Ђукић, који је написао и сценарио. Филм је снимљен на Сењаку у улици Владете Ковачевића где се касније налазила АРТ Телевизија.

## Радња
Два брата близанца Предраг и Ненад су истоветна по лику, али различитих судбина. Предраг је богат и има све што жели, а Ненаду је чак и радно место доведено у питање.

## Улоге
| Глумац                    | Улога                  |
| ------------------------- | ---------------------- |
| Миодраг Петровић Чкаља    | Предраг/Ненад          |
| Станислава Пешић          | Јасна, Ненадова жена   |
| Здравка Крстуловић        | Лепа, Предрагова жена  |
| Жика Миленковић           | Мићко                  |
| Ђокица Милаковић          | Трпко                  |
| Миодраг Поповић Деба      | Мргуд                  |
| Михајло Викторовић        | Инжењер Ђура           |
| Жељка Рајнер              | Вида                   |
| Михајло Бата Паскаљевић   | Пуниша                 |
| Мирослав Дуда Радивојевић | Бубац „Велико ђубре”   |
| Стеван Миња               | Млекче „Мало ђубре“    |
| Олга Ивановић             | Комшиница              |
| Миливоје Томић            | Отац Предрага и Ненада |
| Радивоје Ђукић            | Професор               |
| Јован Јанићијевић Бурдуш  |                        |
| Милан Пузић               |                        |
| Богић Бошковић            |                        |
| Душан Крцун Ђорђевић      |                        |
| Горјана Јањић             |                        |
| Радослав Павловић         |                        |
| Нада Урбан                |                        |
| Бранко Плеша              | Наратор (глас)         |